# Saison 2020-2021 des Nets de Brooklyn
La saison 2020-2021 des Nets de Brooklyn est la 54e saison de la franchise et la 45e au sein de la National Basketball Association (NBA). C'est la 9e saison dans la ville de Brooklyn.
L'intersaison est marquée par l'arrivée de Steve Nash, en tant qu'entraîneur principal de l'équipe. La franchise fait également les acquisitions de James Harden, Blake Griffin et LaMarcus Aldridge en cours de saison, malgré la retraite anticipée de ce dernier pour une affection cardiaque. Les trois stars de l'équipe, Harden, Kyrie Irving et Kevin Durant sont sélectionnés pour le NBA All-Star Game.
Le 27 avril 2021, après leur victoire contre les Raptors de Toronto, les Nets se qualifient officiellement pour les playoffs. La franchise termine à la seconde place de la conférence Est à la fin de la saison régulière et affronte les Celtics de Boston au premier tour, que les Nets remportent en cinq matchs. En demi-finale de conférence, les Nets se heurtent aux Bucks de Milwaukee, futurs champions, au terme d'une série épique de sept matchs.

## Draft
| Tour | Choix | Joueur     | Poste | Nationalité | Provenance            |
| ---- | ----- | ---------- | ----- | ----------- | --------------------- |
| 1    | 19    | Saddiq Bey | SF    | États-Unis  | Wildcats de Villanova |
| 2    | 55    | Jay Scrubb | SG/SF | États-Unis  | John A. Logan College |

## Matchs

### Pré-saison
| Pré-saison Total: 2-0 (Domicile : 1-0; Extérieur : 1-0) |

| Match | Date match  | Équipe     | Score     | Meilleur marqueur | Meilleur rebondeur | Meilleur passeur      | Lieux           | Série |
| ----- | ----------- | ---------- | --------- | ----------------- | ------------------ | --------------------- | --------------- | ----- |
| 1     | 13 décembre | Washington | V 119-114 | Kyrie Irving (18) | Jordan, Perry (7)  | Spencer Dinwiddie (7) | Barclays Center | 1 - 0 |
| 2     | 18 décembre | @ Boston   | V 113-89  | Kevin Durant (25) | Jarrett Allen (11) | Irving, Jordan (5)    | TD Garden       | 2 - 0 |

### Saison régulière
| Saison régulière Total: 48-24 (Domicile : 28-8; Extérieur : 20-16) |

| Match | Date match  | Équipe       | Score          | Meilleur marqueur | Meilleur rebondeur  | Meilleur passeur   | Lieux           | Série |
| ----- | ----------- | ------------ | -------------- | ----------------- | ------------------- | ------------------ | --------------- | ----- |
| 1     | 22 décembre | Golden State | V 125-99       | Kyrie Irving (26) | DeAndre Jordan (11) | Caris LeVert (5)   | Barclays Center | 1 - 0 |
| 2     | 25 décembre | @ Boston     | V 123-95       | Kyrie Irving (37) | Jarrett Allen (11)  | Kyrie Irving (8)   | TD Garden       | 2 - 0 |
| 3     | 27 décembre | @ Charlotte  | D 104-106      | Kevin Durant (29) | Jarrett Allen (14)  | Kyrie Irving (6)   | Spectrum Center | 2 - 1 |
| 4     | 28 décembre | Memphis      | D 111-116 (OT) | Caris LeVert (28) | Jarrett Allen (15)  | Caris LeVert (11)  | Barclays Center | 2 - 2 |
| 5     | 30 décembre | Atlanta      | V 145-141      | Kevin Durant (33) | Jarrett Allen (13)  | Durant, LeVert (8) | Barclays Center | 3 - 2 |

| Match | Date match  | Équipe          | Score           | Meilleur marqueur   | Meilleur rebondeur  | Meilleur passeur   | Lieux                      | Série  |
| ----- | ----------- | --------------- | --------------- | ------------------- | ------------------- | ------------------ | -------------------------- | ------ |
| 6     | 1er janvier | Atlanta         | D 96-114        | Kevin Durant (28)   | Kyrie Irving (11)   | Durant, Irving (4) | Barclays Center            | 3 - 3  |
| 7     | 3 janvier   | Washington      | D 122-123       | Kyrie Irving (30)   | Allen, Durant (11)  | Kyrie Irving (10)  | Barclays Center            | 3 - 4  |
| 8     | 5 janvier   | Utah            | D 130-96        | Kyrie Irving (29)   | Jarrett Allen (18)  | Tyler Johnson (7)  | Barclays Center            | 4 - 4  |
| 9     | 7 janvier   | Philadelphie    | V 122-109       | Joe Harris (28)     | Allen, Jordan (11)  | Caris LeVert (10)  | Barclays Center            | 5 - 4  |
| 10    | 8 janvier   | @ Memphis       | D 110-115       | Caris LeVert (43)   | Jeff Green (9)      | Allen, LeVert (6)  | FedExForum                 | 5 - 5  |
| 11    | 10 janvier  | Oklahoma City   | D 116-129       | Kevin Durant (36)   | Kevin Durant (11)   | Caris LeVert (6)   | Barclays Center            | 5 - 6  |
| 12    | 12 janvier  | Denver          | V 122-116       | Kevin Durant (34)   | Kevin Durant (9)    | Kevin Durant (13)  | Barclays Center            | 6 - 6  |
| 13    | 13 janvier  | @ New York      | V 116-109       | Kevin Durant (26)   | Bruce Brown (14)    | Chris Chiozza (7)  | Madison Square Garden      | 7 - 6  |
| 14    | 16 janvier  | Orlando         | V 122-115       | Kevin Durant (42)   | James Harden (12)   | James Harden (14)  | Barclays Center            | 8 - 6  |
| 15    | 18 janvier  | Milwaukee       | V 125-123       | James Harden (34)   | DeAndre Jordan (12) | James Harden (12)  | Barclays Center            | 9 - 6  |
| 16    | 20 janvier  | @ Cleveland     | D 135-147 (2OT) | Kevin Durant (38)   | Kevin Durant (12)   | James Harden (12)  | Rocket Mortgage FieldHouse | 9 - 7  |
| 17    | 22 janvier  | @ Cleveland     | D 113-125       | Kyrie Irving (38)   | Joe Harris (7)      | James Harden (11)  | Rocket Mortgage FieldHouse | 9 - 8  |
| 18    | 23 janvier  | Miami           | V 128-124       | Kevin Durant (31)   | Brown, Jordan (8)   | James Harden (11)  | Barclays Center            | 10 - 8 |
| 19    | 25 janvier  | Miami           | V 98-85         | Durant, Harden (20) | Kevin Durant (13)   | James Harden (8)   | Barclays Center            | 11 - 8 |
| 20    | 27 janvier  | @ Atlanta       | V 132-128 (OT)  | Kevin Durant (32)   | James Harden (8)    | James Harden (15)  | State Farm Arena           | 12 - 8 |
| 21    | 29 janvier  | @ Oklahoma City | V 147-125       | James Harden (25)   | Reggie Perry (11)   | James Harden (11)  | Chesapeake Energy Arena    | 13 - 8 |
| 22    | 31 janvier  | @ Washington    | D 146-149       | Kevin Durant (37)   | Bruce Brown (9)     | Kyrie Irving (8)   | Capital One Arena          | 13 - 9 |

| Match | Date match | Équipe          | Score     | Meilleur marqueur  | Meilleur rebondeur  | Meilleur passeur  | Lieux                | Série   |
| ----- | ---------- | --------------- | --------- | ------------------ | ------------------- | ----------------- | -------------------- | ------- |
| 23    | 2 février  | L.A. Clippers   | V 124-120 | Kyrie Irving (39)  | James Harden (11)   | James Harden (14) | Barclays Center      | 14 - 9  |
| 24    | 5 février  | Toronto         | D 117-123 | Joe Harris (19)    | James Harden (7)    | James Harden (12) | Barclays Center      | 14 - 10 |
| 25    | 6 février  | @ Philadelphie  | D 108-124 | James Harden (26)  | James Harden (8)    | James Harden (10) | Wells Fargo Center   | 14 - 11 |
| 26    | 9 février  | @ Détroit       | D 111-122 | Kyrie Irving (27)  | Bruce Brown (9)     | James Harden (12) | Little Caesars Arena | 14 - 12 |
| 27    | 10 février | Indiana         | V 104-94  | Kyrie Irving (35)  | DeAndre Jordan (13) | Kyrie Irving (8)  | Barclays Center      | 15 - 12 |
| 28    | 13 février | @ Golden State  | V 134-117 | Kyrie Irving (23)  | James Harden (8)    | James Harden (16) | Chase Center         | 16 - 12 |
| 29    | 15 février | @ Sacramento    | V 136-125 | Kyrie Irving (40)  | James Harden (13)   | James Harden (14) | Golden 1 Center      | 17 - 12 |
| 30    | 16 février | @ Phoenix       | V 128-124 | James Harden (38)  | Jeff Green (8)      | James Harden (11) | PHX Arena            | 18 - 12 |
| 31    | 18 février | @ L.A. Lakers   | V 109-98  | James Harden (23)  | DeAndre Jordan (8)  | James Harden (11) | Staples Center       | 19 - 12 |
| 32    | 21 février | @ L.A. Clippers | V 112-108 | James Harden (37)  | Harden, Jordan (11) | Kyrie Irving (8)  | Staples Center       | 20 - 12 |
| 33    | 23 février | Sacramento      | V 127-118 | Brown, Harden (29) | James Harden (11)   | James Harden (14) | Barclays Center      | 21 - 12 |
| 34    | 25 février | Orlando         | V 129-92  | Kyrie Irving (27)  | DeAndre Jordan (11) | Kyrie Irving (9)  | Barclays Center      | 22 - 12 |
| 35    | 27 février | Dallas          | D 98-115  | James Harden (29)  | Bruce Brown (9)     | James Harden (6)  | Barclays Center      | 22 - 13 |

| Match                  | Date match | Équipe        | Score          | Meilleur marqueur  | Meilleur rebondeur  | Meilleur passeur   | Lieux                   | Série   |
| ---------------------- | ---------- | ------------- | -------------- | ------------------ | ------------------- | ------------------ | ----------------------- | ------- |
| 36                     | 1er mars   | @ San Antonio | V 124-113 (OT) | James Harden (30)  | James Harden (14)   | James Harden (15)  | AT&T Center             | 23 - 13 |
| 37                     | 3 mars     | @ Houston     | V 132-114      | James Harden (29)  | James Harden (10)   | James Harden (14)  | Toyota Center           | 24 - 13 |
| NBA All-Star Game 2021 |            |               |                |                    |                     |                    |                         |         |
| 38                     | 11 mars    | Boston        | V 121-109      | Kyrie Irving (40)  | James Harden (10)   | James Harden (8)   | Barclays Center         | 25 - 13 |
| 39                     | 13 mars    | Détroit       | V 100-95       | James Harden (24)  | James Harden (10)   | James Harden (10)  | Barclays Center         | 26 - 13 |
| 40                     | 15 mars    | New York      | V 117-112      | Kyrie Irving (34)  | James Harden (15)   | James Harden (15)  | Barclays Center         | 27 - 13 |
| 41                     | 17 mars    | @ Indiana     | V 124-115      | James Harden (40)  | James Harden (10)   | James Harden (15)  | Bankers Life Fieldhouse | 28 - 13 |
| 42                     | 19 mars    | @ Orlando     | D 113-121      | Kyrie Irving (43)  | Bruce Brown (7)     | James Harden (9)   | Amway Center            | 28 - 14 |
| 43                     | 21 mars    | Washington    | V 113-106      | Kyrie Irving (28)  | Kyrie Irving (7)    | James Harden (8)   | Barclays Center         | 29 - 14 |
| 44                     | 23 mars    | @ Portland    | V 116-112      | James Harden (25)  | DeAndre Jordan (10) | James Harden (17)  | Moda Center             | 30 - 14 |
| 45                     | 24 mars    | @ Utah        | D 88-118       | Alize Johnson (23) | Alize Johnson (15)  | Chris Chiozza (11) | Vivint Smart Home Arena | 30 - 15 |
| 46                     | 26 mars    | @ Détroit     | V 113-111      | James Harden (44)  | James Harden (14)   | James Harden (8)   | Little Caesars Arena    | 31 - 15 |
| 47                     | 29 mars    | Minnesota     | V 112-107      | James Harden (38)  | James Harden (11)   | James Harden (13)  | Barclays Center         | 32 - 15 |
| 48                     | 31 mars    | Houston       | V 120-108      | Kyrie Irving (31)  | Claxton, Harden (8) | Kyrie Irving (12)  | Barclays Center         | 33 - 15 |

| Match | Date match | Équipe                | Score     | Meilleur marqueur  | Meilleur rebondeur  | Meilleur passeur    | Lieux                   | Série   |
| ----- | ---------- | --------------------- | --------- | ------------------ | ------------------- | ------------------- | ----------------------- | ------- |
| 49    | 1er avril  | Charlotte             | V 111-89  | Jeff Green (21)    | Kyrie Irving (11)   | Kyrie Irving (8)    | Barclays Center         | 34 - 15 |
| 50    | 4 avril    | @ Chicago             | D 107-115 | Kyrie Irving (24)  | Blake Griffin (8)   | Kyrie Irving (15)   | United Center           | 34 - 16 |
| 51    | 5 avril    | New York              | V 114-112 | Kyrie Irving (40)  | Joe Harris (8)      | Kyrie Irving (7)    | Barclays Center         | 35 - 16 |
| 52    | 7 avril    | La Nouvelle-Orléans   | V 139-111 | Kyrie Irving (24)  | Bruce Brown (8)     | Chris Chiozza (8)   | Barclays Center         | 36 - 16 |
| 53    | 10 avril   | L.A. Lakers           | D 101-126 | Kevin Durant (22)  | Brown, Durant (7)   | Kevin Durant (5)    | Barclays Center         | 36 - 17 |
| 54    | 13 avril   | @ Minnesota           | V 127-97  | Kevin Durant (31)  | Bruce Brown (12)    | Chiozza, Shamet (5) | Target Center           | 37 - 17 |
| 55    | 14 avril   | @ Philadelphie        | D 117-123 | Kyrie Irving (37)  | DeAndre Jordan (14) | Kyrie Irving (9)    | Wells Fargo Center      | 37 - 18 |
| 56    | 16 avril   | Charlotte             | V 130-115 | Joe Harris (26)    | Nicolas Claxton (9) | Kevin Durant (11)   | Barclays Center         | 38 - 18 |
| 57    | 18 avril   | @ Miami               | D 107-109 | Landry Shamet (30) | Bruce Brown (11)    | Kyrie Irving (9)    | American Airlines Arena | 38 - 19 |
| 58    | 20 avril   | @ La Nouvelle-Orléans | V 134-129 | Kyrie Irving (32)  | Bruce Brown (11)    | Irving, Shamet (8)  | Smoothie King Center    | 39 - 19 |
| 59    | 21 avril   | @ Toronto             | D 103-114 | Kyrie Irving (28)  | Bruce Brown (14)    | Kyrie Irving (8)    | Amalie Arena            | 39 - 20 |
| 60    | 23 avril   | Boston                | V 109-104 | Joe Harris (20)    | DeAndre Jordan (11) | Kyrie Irving (11)   | Barclays Center         | 40 - 20 |
| 61    | 25 avril   | Phoenix               | V 128-119 | Kyrie Irving (34)  | DeAndre Jordan (12) | Kyrie Irving (12)   | Barclays Center         | 41 - 20 |
| 62    | 27 avril   | @ Toronto             | V 116-103 | Jeff Green (22)    | Kevin Durant (10)   | Mike James (8)      | Amalie Arena            | 42 - 20 |
| 63    | 29 avril   | @ Indiana             | V 130-113 | Kevin Durant (42)  | Alize Johnson (21)  | Kevin Durant (10)   | Bankers Life Fieldhouse | 43 - 20 |
| 64    | 30 avril   | Portland              | D 109-128 | Kyrie Irving (28)  | Alize Johnson (12)  | Blake Griffin (4)   | Barclays Center         | 43 - 21 |

| Match | Date match | Équipe      | Score     | Meilleur marqueur  | Meilleur rebondeur  | Meilleur passeur  | Lieux                    | Série   |
| ----- | ---------- | ----------- | --------- | ------------------ | ------------------- | ----------------- | ------------------------ | ------- |
| 65    | 2 mai      | @ Milwaukee | D 114-117 | Kevin Durant (42)  | DeAndre Jordan (11) | Kyrie Irving (6)  | Fiserv Forum             | 43 - 22 |
| 66    | 4 mai      | @ Milwaukee | D 118-124 | Kyrie Irving (38)  | Durant, Jordan (9)  | Kevin Durant (6)  | Fiserv Forum             | 43 - 23 |
| 67    | 6 mai      | @ Dallas    | D 109-113 | Kyrie Irving (45)  | Blake Griffin (10)  | Irving, James (4) | American Airlines Center | 43 - 24 |
| 68    | 8 mai      | @ Denver    | V 125-119 | Kevin Durant (33)  | Kevin Durant (11)   | Kevin Durant (7)  | Ball Arena               | 44 - 24 |
| 69    | 11 mai     | @ Chicago   | V 115-107 | Kevin Durant (21)  | Brown, Claxton (10) | Kevin Durant (8)  | United Center            | 45 - 24 |
| 70    | 12 mai     | San Antonio | V 128-116 | Landry Shamet (21) | Bruce Brown (11)    | James Harden (11) | Barclays Center          | 46 - 24 |
| 71    | 15 mai     | Chicago     | V 105-91  | Kyrie Irving (22)  | Bruce Brown (12)    | James Harden (7)  | Barclays Center          | 47 - 24 |
| 72    | 16 mai     | Cleveland   | V 123-109 | Kevin Durant (23)  | Kevin Durant (8)    | Kevin Durant (13) | Barclays Center          | 48 - 24 |

### Playoffs
| Playoffs Total: 7-5 (Domicile : 6-1; Extérieur : 1-4) |

| Match | Date match | Équipe   | Score     | Meilleur marqueur | Meilleur rebondeur | Meilleur passeur  | Lieux           | Série |
| ----- | ---------- | -------- | --------- | ----------------- | ------------------ | ----------------- | --------------- | ----- |
| 1     | 22 mai     | Boston   | V 104-93  | Kevin Durant (32) | Kevin Durant (12)  | James Harden (8)  | Barclays Center | 1 - 0 |
| 2     | 25 mai     | Boston   | V 130-108 | Kevin Durant (26) | Brown, Durant (8)  | James Harden (7)  | Barclays Center | 2 - 0 |
| 3     | 28 mai     | @ Boston | D 119-125 | James Harden (41) | Kevin Durant (9)   | James Harden (10) | TD Garden       | 2 - 1 |
| 4     | 30 mai     | @ Boston | V 141-126 | Kevin Durant (42) | Kyrie Irving (11)  | James Harden (18) | TD Garden       | 3 - 1 |
| 5     | 1er juin   | Boston   | V 123-109 | James Harden (34) | James Harden (10)  | James Harden (10) | Barclays Center | 4 - 1 |

| Match | Date match | Équipe      | Score          | Meilleur marqueur | Meilleur rebondeur | Meilleur passeur   | Lieux           | Série |
| ----- | ---------- | ----------- | -------------- | ----------------- | ------------------ | ------------------ | --------------- | ----- |
| 1     | 5 juin     | Milwaukee   | V 115-107      | Kevin Durant (29) | Blake Griffin (14) | Kyrie Irving (8)   | Barclays Center | 1 - 0 |
| 2     | 7 juin     | Milwaukee   | V 125-86       | Kevin Durant (32) | Blake Griffin (8)  | Durant, Irving (8) | Barclays Center | 2 - 0 |
| 3     | 10 juin    | @ Milwaukee | D 83-86        | Kevin Durant (30) | Brown, Durant (11) | Kevin Durant (5)   | Fiserv Forum    | 2 - 1 |
| 4     | 13 juin    | @ Milwaukee | D 96-107       | Kevin Durant (28) | Kevin Durant (13)  | Kevin Durant (5)   | Fiserv Forum    | 2 - 2 |
| 5     | 15 juin    | Milwaukee   | V 114-108      | Kevin Durant (49) | Kevin Durant (17)  | Kevin Durant (10)  | Barclays Center | 3 - 2 |
| 6     | 17 juin    | @ Milwaukee | D 89-104       | Kevin Durant (32) | Kevin Durant (11)  | James Harden (7)   | Fiserv Forum    | 3 - 3 |
| 7     | 19 juin    | Milwaukee   | D 111-115 (OT) | Kevin Durant (48) | Blake Griffin (11) | James Harden (9)   | Barclays Center | 3 - 4 |

### Confrontations en saison régulière
| Conférence Est      | Conférence Est                             | Conférence Est                             | Conférence Est                             | Conférence Est                             | Conférence Ouest                           | Conférence Ouest                           | Conférence Ouest                           |
| Division Atlantique | Division Atlantique                        | Division Atlantique                        | Division Atlantique                        | Division Atlantique                        | Division Nord-Ouest                        | Division Nord-Ouest                        | Division Nord-Ouest                        |
| Équipe              | Domicile                                   | Domicile                                   | Extérieur                                  | Extérieur                                  | Équipe                                     | Domicile                                   | Extérieur                                  |
| ------------------- | ------------------------------------------ | ------------------------------------------ | ------------------------------------------ | ------------------------------------------ | ------------------------------------------ | ------------------------------------------ | ------------------------------------------ |
| Boston              | 121-109                                    | 109-104                                    | 123-95                                     |                                            | Denver                                     | 122-116                                    | 125-119                                    |
|                     |                                            |                                            |                                            |                                            | Minnesota                                  | 112-107                                    | 127-97                                     |
| New York            | 117-112                                    | 114-112                                    | 116-109                                    |                                            | Oklahoma City                              | 116-129                                    | 147-125                                    |
| Philadelphie        | 122-109                                    |                                            | 108-124                                    | 117-123                                    | Portland                                   | 109-128                                    | 116-112                                    |
| Toronto             | 117-123                                    |                                            | 103-114                                    | 116-103                                    | Utah                                       | 130-96                                     | 88-118                                     |
|                     | 5–1                                        | 5–1                                        | 3–3                                        | 3–3                                        |                                            | 3–2                                        | 4–1                                        |
| Division            | 8–4                                        | 8–4                                        | 8–4                                        | 8–4                                        | Division                                   | 7–3                                        | 7–3                                        |
| Division Centrale   | Division Centrale                          | Division Centrale                          | Division Centrale                          | Division Centrale                          | Division Pacifique                         | Division Pacifique                         | Division Pacifique                         |
| Équipe              | Domicile                                   | Domicile                                   | Extérieur                                  | Extérieur                                  | Équipe                                     | Domicile                                   | Extérieur                                  |
| Chicago             | 105-91                                     |                                            | 107-115                                    | 115-107                                    | Golden State                               | 125-99                                     | 134-117                                    |
| Cleveland           | 123-109                                    |                                            | 135-147 (2OT)                              | 113-125                                    | L.A. Clippers                              | 124-120                                    | 112-108                                    |
| Detroit             | 100-95                                     |                                            | 111-122                                    | 113-111                                    | L.A. Lakers                                | 101-126                                    | 109-98                                     |
| Indiana             | 104-94                                     |                                            | 124-115                                    | 130-113                                    | Phoenix                                    | 128-119                                    | 128-124                                    |
| Milwaukee           | 125-123                                    |                                            | 114-117                                    | 118-124                                    | Sacramento                                 | 127-118                                    | 136-125                                    |
|                     | 5–0                                        | 5–0                                        | 4–6                                        | 4–6                                        |                                            | 4–1                                        | 5–0                                        |
| Division            | 9–6                                        | 9–6                                        | 9–6                                        | 9–6                                        | Division                                   | 9–1                                        | 9–1                                        |
| Division Sud-Est    | Division Sud-Est                           | Division Sud-Est                           | Division Sud-Est                           | Division Sud-Est                           | Division Sud-Ouest                         | Division Sud-Ouest                         | Division Sud-Ouest                         |
| Équipe              | Domicile                                   | Domicile                                   | Extérieur                                  | Extérieur                                  | Équipe                                     | Domicile                                   | Extérieur                                  |
| Atlanta             | 145-141                                    | 96-114                                     | 132-128 (OT)                               |                                            | Dallas                                     | 98-115                                     | 109-113                                    |
| Charlotte           | 111-89                                     | 130-115                                    | 104-106                                    |                                            | Houston                                    | 120-108                                    | 132-114                                    |
| Miami               | 128-124                                    | 98-85                                      | 107-109                                    |                                            | Memphis                                    | 111-116 (OT)                               | 110-115                                    |
| Orlando             | 122-115                                    | 129-92                                     | 113-121                                    |                                            | New Orleans                                | 139-111                                    | 134-129                                    |
| Washington          | 122-123                                    | 113-106                                    | 146-149                                    |                                            | San Antonio                                | 128-116                                    | 124-113 (OT)                               |
|                     | 8–2                                        | 8–2                                        | 1–4                                        | 1–4                                        |                                            | 3–2                                        | 3–2                                        |
| Division            | 9–6                                        | 9–6                                        | 9–6                                        | 9–6                                        | Division                                   | 6–4                                        | 6–4                                        |
| Conférence          | 26–16 (Domicile : 18–3; Extérieur : 8–13)  | 26–16 (Domicile : 18–3; Extérieur : 8–13)  | 26–16 (Domicile : 18–3; Extérieur : 8–13)  | 26–16 (Domicile : 18–3; Extérieur : 8–13)  | Conférence                                 | 22–8 (Domicile : 10-5; Extérieur : 12–3)   | 22–8 (Domicile : 10-5; Extérieur : 12–3)   |
| Total               | 48–24 (Domicile : 28–8; Extérieur : 20–16) | 48–24 (Domicile : 28–8; Extérieur : 20–16) | 48–24 (Domicile : 28–8; Extérieur : 20–16) | 48–24 (Domicile : 28–8; Extérieur : 20–16) | 48–24 (Domicile : 28–8; Extérieur : 20–16) | 48–24 (Domicile : 28–8; Extérieur : 20–16) | 48–24 (Domicile : 28–8; Extérieur : 20–16) |

## Classements
| Conférence Est | Conférence Est             | Conférence Est | Conférence Est | Conférence Est | Conférence Est | Conférence Est | Conférence Est |
| No             | Franchise                  | Vic.           | Déf.           | MJ             | V/D            | GB             |                |
| -------------- | -------------------------- | -------------- | -------------- | -------------- | -------------- | -------------- | -------------- |
| 1              | c - 76ers de Philadelphie* | 49             | 23             | 72             | .681           | –              |                |
| 2              | x - Nets de Brooklyn       | 48             | 24             | 72             | .667           | 1              |                |
| 3              | y - Bucks de Milwaukee*    | 46             | 26             | 72             | .639           | 3              |                |
| 4              | x - Knicks de New York     | 41             | 31             | 72             | .569           | 8              |                |
| 5              | y - Hawks d'Atlanta*       | 41             | 31             | 72             | .569           | 8              |                |
| 6              | x - Heat de Miami          | 40             | 32             | 72             | .556           | 9              |                |
|                |                            |                |                |                |                |                |                |
| 7              | x - Celtics de Boston      | 36             | 36             | 72             | .500           | 13             |                |
| 8              | x - Wizards de Washington  | 34             | 38             | 72             | .472           | 15             |                |
| 9              | o - Pacers de l'Indiana    | 34             | 38             | 72             | .472           | 15             |                |
| 10             | o - Hornets de Charlotte   | 33             | 39             | 72             | .458           | 16             |                |
|                |                            |                |                |                |                |                |                |
| 11             | o - Bulls de Chicago       | 31             | 41             | 72             | .431           | 18             |                |
| 12             | o - Raptors de Toronto     | 27             | 45             | 72             | .375           | 22             |                |
| 13             | o - Cavaliers de Cleveland | 22             | 50             | 72             | .306           | 27             |                |
| 14             | o - Magic d'Orlando        | 21             | 51             | 72             | .292           | 28             |                |
| 15             | o - Pistons de Détroit     | 20             | 52             | 72             | .278           | 29             |                |

| Division Atlantique       | V  | D  | MJ | V/D  | GB | Dom   | Ext   | Div  |
| ------------------------- | -- | -- | -- | ---- | -- | ----- | ----- | ---- |
| c - 76ers de Philadelphie | 49 | 23 | 72 | .681 | –  | 29–7  | 20–16 | 10–2 |
| x - Nets de Brooklyn      | 48 | 24 | 72 | .667 | 1  | 28–8  | 20–16 | 8–4  |
| x - Knicks de New York    | 41 | 31 | 72 | .569 | 6  | 25–11 | 16–20 | 4–8  |
| x - Celtics de Boston     | 36 | 36 | 72 | .500 | 13 | 21–15 | 15–21 | 4–8  |
| o - Raptors de Toronto    | 27 | 45 | 72 | .375 | 22 | 16–20 | 11–25 | 4–8  |

## Effectif

### Effectif actuel
| 1. Nets de Brooklyn Effectif en fin de saison régulière        |    |                        |                         |                   |
| Entraîneur : / Steve Nash                                      |    |                        |                         |                   |
| Arrière                                                        | 1  | Drapeau des États-Unis | Bruce Brown Jr.         | Miami             |
| Meneur                                                         | 4  | Drapeau des États-Unis | Chris Chiozza (TW)      | Florida           |
| Pivot                                                          | 33 | Drapeau des États-Unis | Nicolas Claxton         | Georgia           |
| Meneur / Arrière                                               | 26 | Drapeau des États-Unis | Spencer Dinwiddie       | Colorado          |
| Ailier / Ailier fort                                           | 7  | Drapeau des États-Unis | Kevin Durant            | Texas             |
| Ailier fort / Pivot                                            | 8  | Drapeau des États-Unis | Jeff Green              | Georgetown        |
| Ailier fort                                                    | 2  | Drapeau des États-Unis | Blake Griffin           | Oklahoma          |
| Meneur / Arrière                                               | 13 | Drapeau des États-Unis | James Harden            | Arizona State     |
| Arrière / Ailier                                               | 12 | Drapeau des États-Unis | Joe Harris              | Virginia          |
| Meneur                                                         | 11 | /                      | Kyrie Irving            | Duke              |
| Meneur / Arrière                                               | 55 | Drapeau des États-Unis | Mike James              | Lamar             |
| Ailier / Ailier fort                                           | 24 | Drapeau des États-Unis | Alize Johnson           | Missouri State    |
| Meneur / Arrière                                               | 10 | Drapeau des États-Unis | Tyler Johnson           | Fresno State      |
| Pivot                                                          | 6  | Drapeau des États-Unis | DeAndre Jordan          | Texas             |
| Ailier                                                         | 9  | Drapeau de la France   | Timothé Luwawu-Cabarrot | KK Mega Leks      |
| Ailier fort / Pivot                                            | 0  | Drapeau des États-Unis | Reggie Perry (R) (TW)   | Mississippi State |
| Arrière                                                        | 20 | Drapeau des États-Unis | Landry Shamet           | Wichita State     |
| (C) - Capitaine, (R) - Rookie, (TW) - Two-way contract, Blessé |    |                        |                         |                   |

## Récompenses durant la saison
| Date                    | Joueur       | Récompense                                   |
| ----------------------- | ------------ | -------------------------------------------- |
| 11 janvier - 17 janvier | Kevin Durant | Joueur de la semaine dans la Conférence Est. |
| 4 janvier - 10 janvier  | James Harden | Joueur de la semaine dans la Conférence Est. |
| 19 février              | Kevin Durant | ☆ All-Star 2021 ☆                            |
| 19 février              | Kyrie Irving | ☆ All-Star 2021 ☆                            |
| 15 février - 21 février | James Harden | Joueur de la semaine dans la Conférence Est. |
| 23 février              | James Harden | ☆ All-Star 2021 ☆                            |
| Février                 | James Harden | Joueur du mois dans la Conférence Est.       |
| Février                 | Steve Nash   | Entraîneur du mois dans la Conférence Est.   |
| 15 juin                 | Kyrie Irving | All-NBA Third Team                           |

## Transactions

### Joueurs qui re-signent
|  | Joueur ayant signé un contrat non-garanti, pour intégrer les camps d'entraînement de l'équipe. |

| Date       | Joueur        | Contrat                                      |
| ---------- | ------------- | -------------------------------------------- |
| 23/11/2020 | Joe Harris    | Contrat de 75 000 000 $ sur 4 ans.           |
| 27/11/2020 | Tyler Johnson | Contrat de 2 028 594 $ sur 1 an.             |
| 01/12/2020 | Chris Chiozza | Contrat non-garanti de 1 620 564 $ sur 1 an. |
| 19/12/2020 | Reggie Perry  | Two-way contract                             |
| 22/12/2020 | Chris Chiozza | Two-way contract                             |
| 30/01/2021 | Iman Shumpert | Contrat non-garanti de 1 700 306 $ sur 1 an. |

### Options dans les contrats
| Date       | Joueur            | Option                                                                                |
| ---------- | ----------------- | ------------------------------------------------------------------------------------- |
| 19/11/2020 | Garrett Temple    | Brooklyn décline son option d'équipe de 5 005 350 $ pour la saison 2020-2021.         |
| 21/12/2020 | Landry Shamet     | Brooklyn active son option d'équipe de 3 768 342 $ pour la saison 2021-2022.          |
| 20/06/2021 | Spencer Dinwiddie | Spencer Dinwiddie décline son option joueur de 12 302 496 $ pour la saison 2021-2022. |

### Changement d’entraîneur
| Date        | Ancien entraîneur       | Raison départ | Date de signature | Nouvel entraîneur | Provenance                                                                  |
| ----------- | ----------------------- | ------------- | ----------------- | ----------------- | --------------------------------------------------------------------------- |
| 3 septembre | Jacque Vaughn (intérim) | Fin d'intérim | 3 septembre       | Steve Nash        | Warriors de Golden State (Consultant en développement de joueurs 2015-2020) |

### Échanges
| Novembre    | Novembre | Novembre | Novembre |
| ----------- | --- | --- | -------- |
| 19 novembre | Échange à trois équipes | Échange à trois équipes | [ 26 ]   |
| 19 novembre | Vers les Nets de Brooklyn - Landry Shamet (Des Clippers) - Bruce Brown (Des Pistons) - Droits sur Reggie Perry (#57) (Des Clippers) | Vers les Clippers de Los Angeles - Luke Kennard (Des Pistons) - Justin Patton (Des Pistons) - Droits sur Jay Scrubb (#55) (Des Nets) - Second tour de draft 2023 des Trail Blazers (Des Pistons) - Second tour de draft 2024 (Des Pistons) - Second tour de draft 2025 (Des Pistons) - Second tour de draft 2026 (Des Pistons) | [ 26 ]   |
| 19 novembre | Vers les Pistons de Détroit - Džanan Musa (Des Nets) - Rodney McGruder (Des Clippers) - Droits sur Saddiq Bey (#19) (Des Nets) - Droits sur Jaylen Hands (2019 #56) (Des Nets) - Second tour de draft 2021 des Raptors (Des Nets) - Compensation financière (Des Clippers) | | [ 26 ]   |
| Janvier     | | |          |
| 14 janvier  | Échange à quatre équipes | Échange à quatre équipes | [ 2 ]    |
| 14 janvier  | Vers les Nets de Brooklyn - James Harden (Des Rockets) | Vers les Cavaliers de Cleveland - Jarrett Allen (Des Nets) - Taurean Prince (Des Nets) - Droits sur Aleksandar Vezenkov (2017 #57) (Des Nets) | [ 2 ]    |
| 14 janvier  | Vers les Rockets de Houston - Victor Oladipo (Des Pacers) - Rodions Kurucs (Des Nets) - Dante Exum (Des Cavaliers) - Droit d'échanger le premier tour de draft 2021 (Des Nets) - Premier tour de draft 2022 (Des Nets) - Premier tour de draft 2022 des Bucks (Des Cavaliers) - Droit d'échanger le premier tour de draft 2023 (Des Nets) - Premier tour de draft 2024 (Des Nets) - Droit d'échanger le premier tour de draft 2025 (Des Nets) - Premier tour de draft 2026 (Des Nets) - Droit d'échanger le premier tour de draft 2027 (Des Nets) | Vers les Pacers de l'Indiana - Caris LeVert (Des Nets) - Second tour de draft 2023 (Des Nets) - Second tour de draft 2024 (Des Cavaliers) - Compensation financière (Des Nets) | [ 2 ]    |

### Arrivées

#### Draft
|  | Joueur ayant signé un contrat non-garanti. |

| Date       | Joueur             | Provenance                           |
| ---------- | ------------------ | ------------------------------------ |
| 27/11/2020 | Reggie Perry (#57) | Bulldogs de Mississippi State (NCAA) |

#### Agents libres
|  | Joueur ayant signé un contrat non-garanti. |

| Date       | Joueur            | Provenance                              | Contrat                                                 |
| ---------- | ----------------- | --------------------------------------- | ------------------------------------------------------- |
| 23/11/2020 | Jeff Green        | Rockets de Houston                      | Contrat de 2 564 753 $ sur 1 an.                        |
| 01/12/2020 | Jordan Bowden     | Volunteers du Tennessee (NCAA)          | Contrat non-garanti de 898 310 $ sur 1 an.              |
| 01/12/2020 | Nate Sestina      | Wildcats du Kentucky (NCAA)             | Contrat non-garanti de 898 310 $ sur 1 an.              |
| 16/12/2020 | Kaiser Gates      | Red Claws du Maine (NBA G-League)       | Contrat non-garanti de 898 310 $ sur 1 an.              |
| 16/12/2020 | Élie Okobo        | Suns de Phoenix                         | Contrat non-garanti de 1 620 564 $ sur 1 an.            |
| 18/12/2020 | Paul Eboua        | Heat de Miami (Claimed off waivers)     | Contrat non-garanti de 898 310 $ sur 1 an.              |
| 28/01/2021 | Norvel Pelle      | Cavaliers de Cleveland                  | Contrat non-garanti de 1 079 322 $ sur 1 an.            |
| 08/02/2021 | Noah Vonleh       | Bulls de Chicago                        | Contrat non-garanti de 1 361 659 $ sur 1 an.            |
| 16/02/2021 | André Roberson    | Thunder d'Oklahoma City                 | Contrat non-garanti de 1 250 503 $ sur 1 an.            |
| 08/03/2021 | Blake Griffin     | Pistons de Détroit                      | Contrat de 1 229 676 $ jusqu'à la fin de la saison.     |
| 28/03/2021 | LaMarcus Aldridge | Spurs de San Antonio                    | Contrat de 554 988 $ jusqu'à la fin de la saison.       |
| 11/04/2021 | Alize Johnson     | Nets de Brooklyn (contrats de 10 jours) | Contrat partiellement garanti de 4 073 247 $ sur 3 ans. |
| 13/05/2021 | Mike James        | Nets de Brooklyn (contrats de 10 jours) | Contrat de 39 608 $ jusqu'à la fin de la saison.        |

#### Contrats de 10 jours
| Date       | Joueur         | Provenance                                    |
| ---------- | -------------- | --------------------------------------------- |
| 24/02/2021 | Tyler Cook     | Wolves de l'Iowa (NBA G-League)               |
| 26/02/2021 | André Roberson | Nets de Brooklyn                              |
| 26/02/2021 | Iman Shumpert  | Nets de Brooklyn                              |
| 22/03/2021 | Alize Johnson  | Raptors 905 (NBA G-League)                    |
| 01/04/2021 | Alize Johnson  | Nets de Brooklyn (Second contrat de 10 jours) |
| 23/04/2021 | Mike James     | CSKA Moscou                                   |
| 03/05/2021 | Mike James     | Nets de Brooklyn (Second contrat de 10 jours) |

### Départs

#### Agents libres
| Date       | Joueur            | Nouvelle équipe ¹                  |
| ---------- | ----------------- | ---------------------------------- |
| 27/11/2020 | Garrett Temple    | Bulls de Chicago                   |
| 27/11/2020 | Justin Anderson   | 76ers de Philadelphie              |
| 08/12/2020 | Wilson Chandler   | Zhejiang Lions                     |
| 14/01/2021 | Donta Hall        | NBA G League Ignite (NBA G-League) |
| 27/01/2021 | Jordan Bowden     | Nets de Long Island (NBA G-League) |
| 27/01/2021 | Paul Eboua        | Nets de Long Island (NBA G-League) |
| 27/01/2021 | Kaiser Gates      | Nets de Long Island (NBA G-League) |
| 27/01/2021 | Jeremiah Martin   | Nets de Long Island (NBA G-League) |
| 27/01/2021 | Élie Okobo        | Nets de Long Island (NBA G-League) |
| 27/01/2021 | Nate Sestina      | Nets de Long Island (NBA G-League) |
| 21/02/2021 | Norvel Pelle      | Charge de Canton (NBA G-League)    |
| 19/03/2021 | Tyler Cook        | Pistons de Détroit                 |
| 15/04/2021 | LaMarcus Aldridge | Retraite                           |

#### Joueurs coupés
|  | Joueurs non conservés après les camps d'entraînements de l'équipe. |

| Date       | Joueur          |
| ---------- | --------------- |
| 11/12/2020 | Jordan Bowden   |
| 11/12/2020 | Nate Sestina    |
| 17/12/2020 | Kaiser Gates    |
| 19/12/2020 | Chris Chiozza   |
| 19/12/2020 | Paul Eboua      |
| 19/12/2020 | Élie Okobo      |
| 22/12/2020 | Jeremiah Martin |
| 16/02/2021 | Norvel Pelle    |
| 23/02/2021 | André Roberson  |
| 23/02/2021 | Iman Shumpert   |
| 23/02/2021 | Noah Vonleh     |